# 이자나기 경기
이자나기 경기(일본어: いざなぎ景気)는 1965년 11월부터 1970년 7월까지 57개월 동안 지속된 일본의 경기 호황 현상을 의미한다.

## 개요
제2차 세계 대전의 종전 이후에 일어난 일본의 경기 호황 현상 가운데 하나로서 진무 경기, 이와토 경기를 뛰어넘는 일본의 경기 호황 현상이다. 이자나기 경기는 일본 신화에서 천진신의 명령을 받고 일본 열도를 창조한 신인 이자나기(이자나기노 미코토)에서 유래된 이름이다.
1964년 도쿄 하계 올림픽을 개최한 일본은 고도 경제 성장 시기가 계속된 1965년 11월부터 1970년 7월 사이에 약 11.5%의 경제 성장률을 기록했다. 2002년 2월부터 2008년 2월까지 73개월 동안 지속된 일본의 경기 회복 현상인 이자나미 경기(いざなみ景気) 이전까지는 일본에서 규모가 큰 경기 확대 현상이었다.
소득 수준이 향상된 일본에서는 일명 "신(新)삼종신기"(자동차, 에어컨, 컬러 텔레비전)의 구입이 증가하면서 소비량도 큰 폭으로 상승했다. 일본은 이자나기 경기 시대에 일어난 국내총생산의 증가에 힘입어 세계 2위의 경제 대국으로 올라서게 되었다.